# Lőpor (televíziós sorozat)
A Lőpor (eredeti cím: Gunpowder) 2017-es brit televíziós sorozat. A főszerepben Kit Harington látható, a műsor alkotója Ronan Bennett, Daniel West és Kit Harington volt. A sorozat műfaja történelmi dráma. Egy évad készült belőle, amely három részből áll.

## Cselekmény
|  | Alább a cselekmény részletei következnek! |

1603-ban járunk, Angliában. Az ország háborúban áll a spanyolokkal, miközben a katolikusok és a jezsuiták brutális üldözése folyik. Robert Catesby, aki maga is titkon a római katolikus hitet követi, és elszenvedője az atrocitásoknak, miután az anglikán inkvizitorok tönkreteszik családját, bosszút esküszik. Miközben ő és társai a parlament elleni összeesküvést kezdik el szervezni, a király kémei a nyomukban járnak. Becsempészik Angliába az emigráns katolikusok egyik alakját, Guy Fawkes-t, és azt tervezik, hogy gyorsan reagálnak - november 5-én, a Parlament első ülésnapján a levegőbe röpítik az épületet. Miközben az alatta lévő alagutakat töltik meg robbanóanyaggal, Garnet atyát, a katolikusok egyik vezetőjét kínzásokkal akarják rávenni, hogy leplezze le az összeesküvést...

## Szereplők
| Szerep                | Színész         | Magyar hang    |
| --------------------- | --------------- | -------------- |
| Robert Catesby        | Kit Harington   | Czető Roland   |
| Robert Cecil          | Mark Gatiss     | Rátóti Zoltán  |
| Thomas Wintour        | Edward Holcroft | Zöld Csaba     |
| Anne Vaux             | Liv Tyler       | Solecki Janka  |
| I. Jakab angol király | Derek Riddell   | Fazekas István |
| Guy Fawkes            | Tom Cullen      | Király Attila  |
| Dorothy Dibdale       | Sian Webber     | Kovács Nóra    |
| William Wade          | Shaun Dooley    | Csuja Imre     |
| Henry Garnet          | Peter Mullan    | Kőszegi Ákos   |
| John Gerard           | Robert Emms     | Timon Barnabás |
| Jack Wright           | Luke Neal       | Széles Tamás   |
| Philip Herbert        | Hugh Alexander  | Szabó Andor    |